# Euphorbia chersina
Euphorbia chersina ist eine Pflanzenart aus der Gattung Wolfsmilch (Euphorbia) in der Familie der Wolfsmilchgewächse (Euphorbiaceae).

## Beschreibung
Die sukkulente Euphorbia chersina bildet reich und dicht verzweigte Sträucher bis 60 Zentimeter Höhe oder auch höher aus. Die bis 15 Zentimeter langen Triebe werden bis 7 Millimeter dick. Die weitere Verzweigung erfolgt gegenständig oder gegabelt mit sehr ausgebreiteten Trieben, die 0,8 bis 5 Zentimeter lang werden. Die unterentwickelten Blätter sind im Allgemeinen langlebig.
Der Blütenstand besteht aus Cymen, die in Büscheln stehen. Die nahezu sitzenden Cyathien werden 2 Millimeter groß und besitzen 1 Millimeter große Tragblätter. Die länglichen Nektardrüsen stoßen aneinander und der Fruchtknoten ist mit stumpfen Kanten versehen. Die nahezu kugelförmige Frucht steht an einem kurzen, herausstehenden Stiel und wird 4 Millimeter groß. Über den Samen ist nichts bekannt.

## Verbreitung und Systematik
Euphorbia chersina ist in Namibia und in der südafrikanischen Provinz Nordkap im Namaqualand verbreitet.
Die Erstbeschreibung der Art erfolgte 1915 durch Nicholas Edward Brown. Ein Synonym zu dieser Art ist Tirucallia chersina (N.E.Br.) P.V.Heath (1996).